# DV (ビデオ規格)
DV（ディーブイ）とは、1994年HDデジタルVCR協議会より家庭用として発表されたデジタルビデオの規格のひとつ。日本のテレビ標準方式であったNTSC方式映像のデジタル記録および再生が可能な初の家庭用ビデオ規格。開発当初はハイビジョン映像を弱い圧縮で記録するVTRであったが、製品としては1995年にSDテレビ映像を記録するビデオカメラ（カムコーダ）からスタートした。その後HD記録の製品化が進まない中、SD記録の製品が普及してDV = SD映像規格となり、HD記録・圧縮されたテレビ放送の記録については事実上廃案となった。テープは小型ビデオカメラ用のMiniDV（ミニ ディーブイ）と、据え置き型デッキ用の標準DV（スタンダードカセット）の2種類存在する。

## 概要

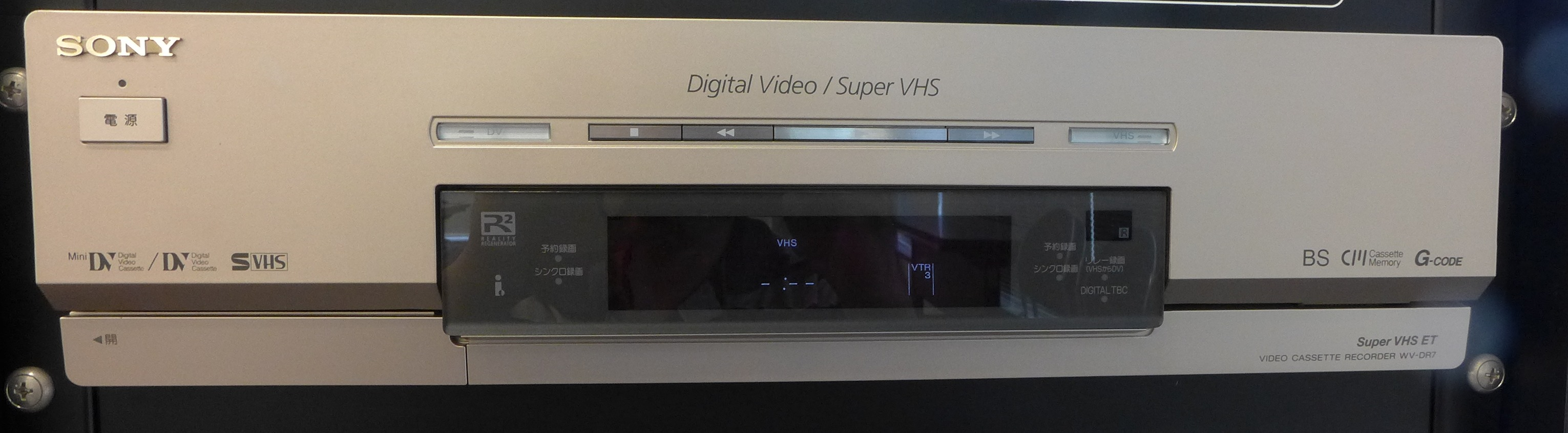
1999年発売 ソニーWV-DR7。標準/Mini DV＆SVHS-ET 両対応据置式ダブルデッキ

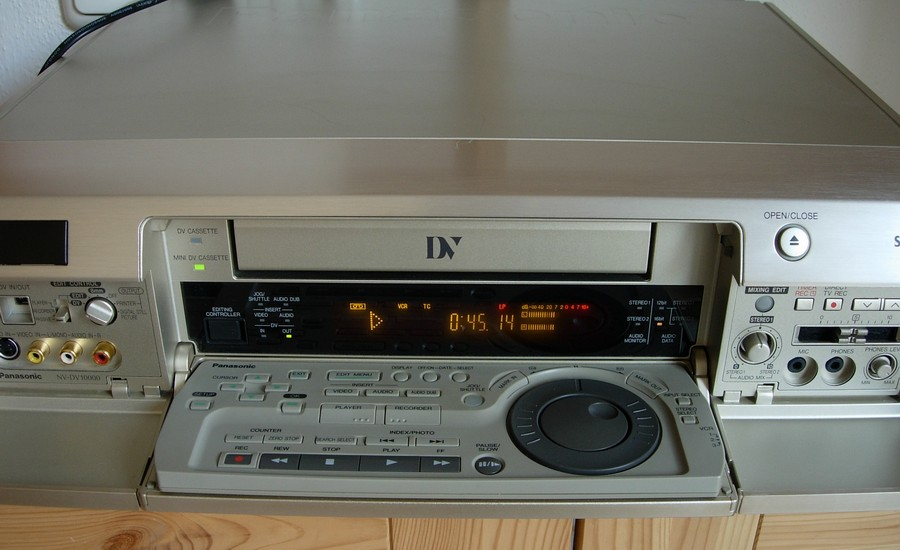
Panasonic NV-DV10000 Digital Video Recorder

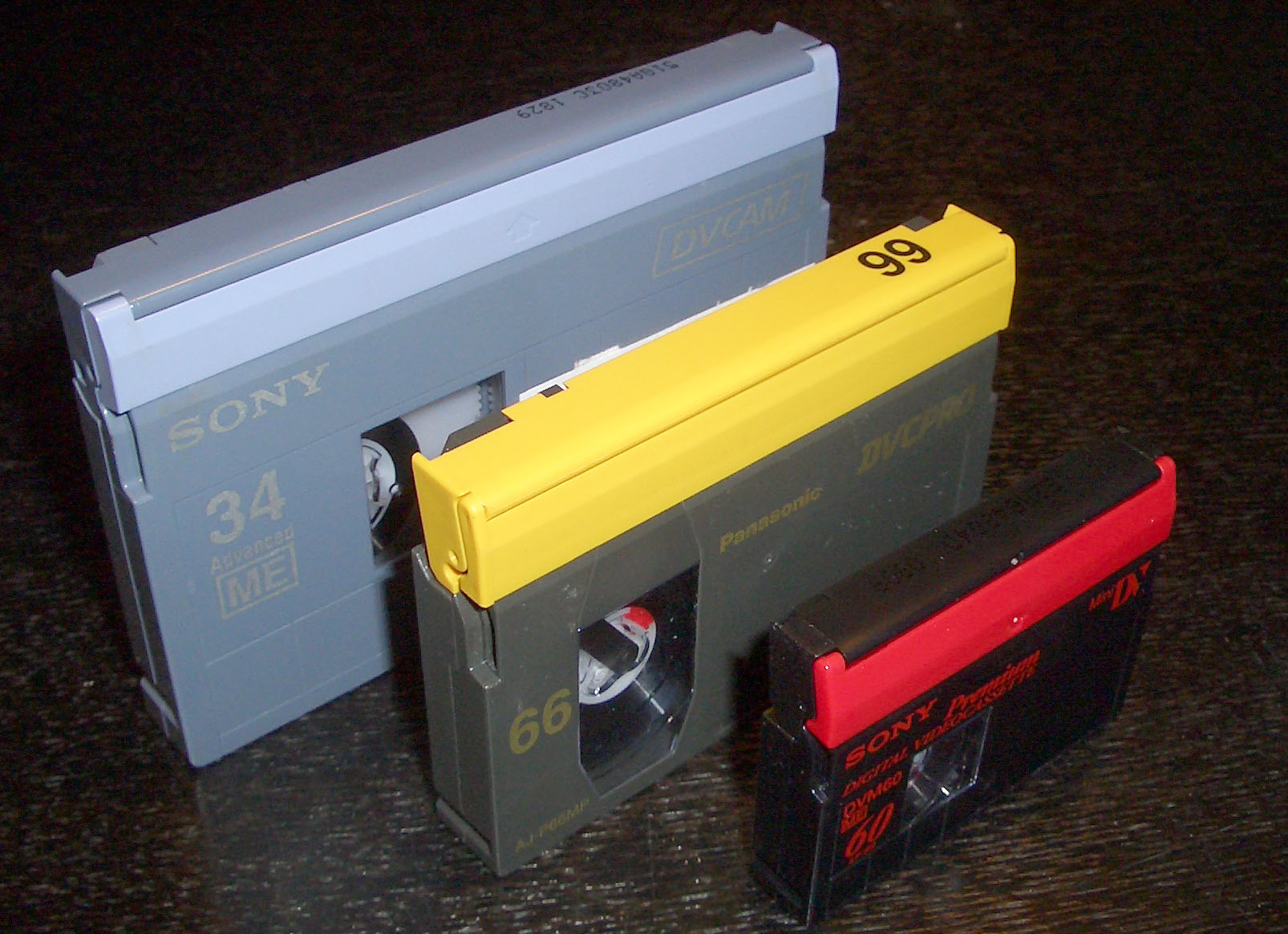
DVカセット:後方から DVCAM-L, DVCPRO-M, MiniDV

使用するビデオカセットテープ（『DVC』（Digital Video Cassette）と呼ばれる磁気テープ）には、据え置き型デッキ・大型カムコーダ用の「標準DVカセット」と、小型・家庭用カムコーダー用の「MiniDVカセット」の2種類がある。テープ幅は両者とも6.35mm(1/4inch)で、カセットサイズによって映像圧縮率や記録方式・記録密度は変わらないので映像音声の品質は同一であり、記録時間の長短のみが差異となる。標準DVカセットでは、一般的な180分カセットでの記録時間は標準(SP)モード180分・長時間(LP)モード270分であった。MiniDVのカセットサイズは横6.6×縦4.8×厚さ1.2cmで、記録時間はDV形式のビデオを標準(SP)で60分、長時間(LP)モードで90分となっている。標準DVカセット用の据え置き型デッキでも、アダプター等を装着することなくMiniDVカセットテープの録画再生が可能である。
カセットには記録情報をテープ部とは別途記録できるICメモリを内蔵しているものと無いものがあり、発売初期からICメモリ付きはあったものの、無いものとの価格差がかなりあったためあまり売れなかったのか、時期が下るとラインナップから外すメーカが多くなっていった。
なお、アナログのビデオテープと違いテープによる顕著な画質の差が無いため、アナログビデオテープにあった複数のクラス分けラインナップは無く、一般向けは通常テープとエラーの少ない高信頼性テープといった2種類があるくらいだった。

## 市場動向
MiniDVについては、それまで広く用いられていた8ミリビデオ（Hi8）やVHS-C（S-VHS-C）などアナログ方式のビデオカメラと比較すると、より小型軽量化され、圧倒的に高画質である。一方で発売当初のMiniDVテープの価格はHi8テープの3倍近くしたためすぐには普及しなかった。テープ価格が下落した2000年代前半に、家庭用ビデオカメラの市場は一気にDV方式へと移った。当時ビデオカメラを発売していたソニー・松下電器産業（現・パナソニック）・日本ビクター（現・JVCケンウッド）・シャープ・キヤノン・日立製作所から発売されたほか、京セラなどカメラメーカーもOEMで参入した。
一方で、標準DVカセットのカムコーダは、MiniDVと比べてごく少数に留まった。そのため主に据え置き型デッキとして発売された。DV単体デッキがソニー・松下から、またDVとVHS(S-VHS)とのダブルデッキがソニー・ビクターから発売された。据え置き型デッキもカムコーダーの場合と同じく、従来の主流であるVHS（S-VHS）よりも遥かに高画質であったが、DV規格が発表された1994年当時のアナログ放送のエアチェック用途にはオーバースペックであった。また同時期のVHSなど従来方式のビデオデッキと比べて、価格もかなり高かった（これはVHSデッキの価格が、当時下落傾向にあったためでもある）。そのため家庭用としてはほとんど普及しなかった。VHS規格のビデオデッキの後継としては、記録可能なDVD（光ディスク）が登場して、その役割を担った。僅かに販売された機器は、ほとんどが映像編集用途に限られた。
そのため、標準DVカセットテープ対応機器は、ほとんどが業務用という位置づけとなり、従来、業務用用途を中心に普及したアナログビデオカセットテープであるUマチックの代替メディアとしても機能した。それらの機器やメディアは、主に施工会社や特機店と呼ばれる業務用映像機器の専門店で扱われた。この用途ではビデオカメラのみならずデッキの販売も好調で、各社によりDVをベースにした業務用規格が作られ、VP制作をはじめ広く使用された。企業や学校などが業務用に比べ価格が安い事を理由に、民生用のDVデッキを映像編集用途に採用するケースもあった。
その後、記録メディアに直径8cmのDVDを使用するものや、小型ハードディスク（1.8inch、1inch径）、SDメモリーカードなど半導体のフラッシュメモリを使うカムコーダが各社から相次いで発売され、DVカメラの市場は先細りとなった。2000年代後半以降、放送規格のハイビジョン化の趨勢の中、カムコーダにもハイビジョン対応が求められるようになり、DV規格の機器の生産は終了した。カセットテープの生産・販売については、スタンダードカセットの販売はすでに終了していたが、2025年1月、ソニーは同年2月をもって、ミニDVカセットの生産終了を発表した。

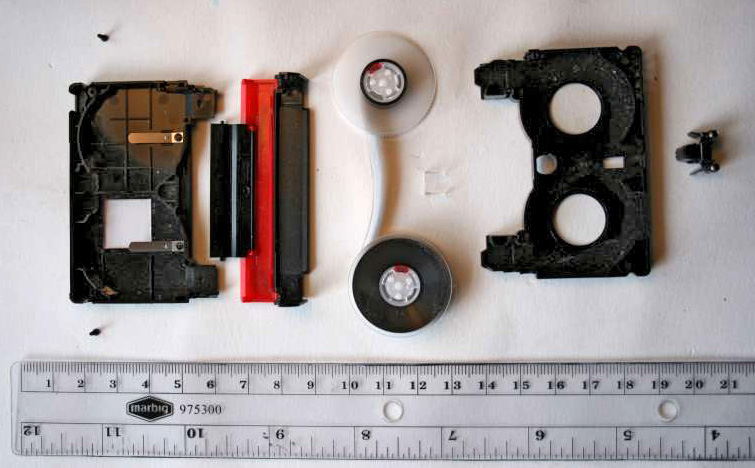
MiniDVカセットの分解写真

## HDV
上述の通り、DV規格にはハイビジョンに対応するHD仕様が存在したが、実用化がなされずに終わった。しかしながらDVのカセットテープやメカニズムを流用するHDV規格が、日本ビクター、ソニー、キヤノン、シャープの4社により策定され、2003年9月30日に発表された。
民生市場でのテープ離れは激しく、DVDやHDD、メモリーカードに記録するAVCHD方式のハイビジョンカメラが規格化されて主流となり、HDV方式の録画・再生機器の生産は終了している。業務用市場では長年培われてきた磁気テープによる記録への信頼が依然として高く、また低コストでもあるため、民生用製品の終了後も販売が継続されていたが、光ディスクやメモリーカードへの記録方式（XDCAM・P2等）への移行が進み、2015年12月をもって機器の生産が終了した。

## DV圧縮の特徴
テープに記録される際に利用される「DV圧縮」には以下のような特徴がある。
- 525/60システムの場合は4：1：1に、625/50システムの場合は4：2：0にサンプリングした色差コンポーネント映像を記録する。
- 映像圧縮はフレーム内でのみ行われる (イントラフレーム圧縮)。MPEGの様に時間軸方向への圧縮を行わないため、圧縮率は1/5程度であるが、映像編集が容易に行えるという利点がある。
- 映像信号のビットレートは約25Mbpsである。1フレーム当りのデータサイズは、テープ上のエラー訂正コードなどを除くと、525/60システムで13021バイト、625/50システムで15625バイトである（それぞれ固定長）。
- 記録映像には、ITU-R BT.601に準拠したコンポーネント映像信号が採用されている。
- 輝度信号に対して、色信号の帯域を4分の1としているため、色相が異なる輪郭部分において色滲みが発生することがある（人間の目の受像能力としては、色信号は輝度信号の3分の1程度が必要である）。アナログ方式に較べればほとんど問題にならないレベルだが（S-VHS/EDベータでは6分の1前後である）、画質を重視する放送用素材としては問題にされる場合がある。そのため、放送用としてDVCPRO50が開発された。
- 離散コサイン変換ベースの圧縮方式であるため、入力映像によっては、まれにブロック歪みやモスキートノイズが発生することがある。
- 1フレーム分のデータに映像・音声が別々に記録されている。これは、テープ上の記録面において、耐障害性やトリックプレイを考慮した記録方法が採用されているためである。
- 音声は非圧縮のリニアPCM方式で記録される。サンプリング周波数は48/44.1/32kHzの3種類がある（国内向け製品は32、48kHz）。量子化ビット数は16または12で、ステレオ。32kHzモード時には量子化ビット数を12（ノンリニア）にすることで、4チャンネル記録も可能となっている。MPEG圧縮モードで音声を記録するAVCHD製品と比較すると、音質面ではDVにも優位性がある。

## その他
- DV規格を初めて採用した家庭用ビデオカメラは、1995年7月発売のソニー製 DCR-VX1000である[7]。
- DV規格を日本国内向けとして初めて採用した家庭用ビデオデッキは、1997年9月 18日発売のソニー製 DHR-1000である。
- カムコーダ・据え置き型デッキともにIEEE 1394規格を利用したDV端子[8]が備えられていることが大半であり、このDV端子を用いてDVカムコーダ・デッキ間でダビングを行うとテープに記録されたデジタルデータがそのまま転送でき、理論上は無劣化のダビングが可能であった。ただしDV端子を用いたダビングにおいて映像加工を行うことはほぼ不可能であった。カット編集や音声のインサート、映像のインサート編集は可能だったため、クォリティが落ちない無劣化編集が家庭用ビデオで初めて可能となったことは画期的であった。また、アナログ方式の家庭用ビデオではプログラムカット編集にかならず数フレームの誤差があったが、DV方式で初めて±0フレームを達成し、アマチュアの作るミュージックビデオなどのクオリティが格段にアップした。
- 多くの機器が、DV端子・i.LINK（IEEE 1394）端子経由でデータを直接PCへ取り込んだり、PCからテープに書き戻したりすることができる。
- 多くのノンリニアビデオ編集ソフトウェアやDVDオーサリングツールは、DV機器との連携機能を持っている。
- 一部のDVDレコーダーやBDレコーダーはDV規格のデジタル信号を入力可能なi.LINK端子を備えていて、DVカムコーダで撮影・録画した映像をi.LINK経由でデジタルダビングし、内蔵HDD上で編集してDVDやBDにダビングすることが可能である。
- 据置型DVデッキについては上述の通りエアチェック用途にはほとんど普及しなかった。DVデッキのコンシューマー向け製品として、ソニー製HDVビデオウォークマン「GV-HD700」が発売されていた（2016年2月現在は販売終了）。また、仕様についても映像編集用途に特化し、テレビチューナーは省かれている。
- 民生用DV規格から派生した業務用DV規格として、ソニーのDVCAM、松下のDVCPROがあり、そのコストパフォーマンスの良さから、企業・学校・ハイアマチュアにとどまらず、VP制作やCS放送でも使われている。また、DVCPROを高画質化したDVCPRO 50は、TV局やポストプロダクションなどでも使用されている。
- 業務用のDVCAMレコーダーなどでは民生DVカセットテープを再生可能な互換性を持つ製品があるが、再生可能な映像は標準(SP)モードに限られることが多い。
- 新たに策定されたデジタルハイビジョン記録方式HDVでは、カセットのサイズや、テープ上のトラックパターンをDVと同じものにすることで、機器価格を低く抑えている。
- WindowsやmacOSには、標準でDVコーデックソフトウェアが搭載されている。
- 家庭用ビデオデッキではそれまでできなかった編集時の編集点指定が精度が±０フレームとなり、編集精度が向上した。（DV以前のアナログデッキではソニーが出していたベータデッキの±３フレームなどが高性能としての上位だった）